# جيوكموجيرفي
65°53′N 29°54′E / 65.883°N 29.900°E
جيوكموجيرفي هي بحيرة متوسطة الحجم تقع في منطقة مستجمعات المياه الرئيسي كوتاجوكي. وهي موجودة في بلدية كوسامو، في منطقة بوهيانما الشمالية في فنلندا.